# Growlers de Terre-Neuve
Les Growlers de Terre-Neuve (anglais : Newfoundland Growlers) étaient une franchise professionnelle de hockey sur glace qui évoluait dans l'ECHL. Ils étaient basés à Saint-Jean de Terre-Neuve dans la province de Terre-Neuve-et-Labrador au Canada.

## Histoire
À la suite du déménagement des IceCaps de Saint-Jean à Laval pour devenir le Rocket de Laval, les propriétaires des IceCaps parlent déjà de faire venir une nouvelle équipe à Saint-Jean de Terre-Neuve. En mars 2018, l'ECHL approuve l'ajout d'une équipe d'expansion à Saint-Jean. Le 22 mai 2018, il est annoncé que l'équipe se nommera les Growlers de Terre-Neuve.
Lors de leur première saison, les Growlers atteignent la finale des séries éliminatoires contre le Walleye de Toledo, et remportent la coupe Kelly. Ils ne disputent pas la saison 2020-2021 en raison de la pandémie de Covid-19, les opérations des six équipes de la division Nord étant suspendues par l'ECHL.

## Statistiques
| No | Saison    | PJ | V  | D  | DP | DTB | BP  | BC  | Pts | Classement        | Séries éliminatoires | Entraîneur               | Capitaine     |
| -- | --------- | -- | -- | -- | -- | --- | --- | --- | --- | ----------------- | --- | ------------------------ | ------------- |
| 1  | 2018-2019 | 72 | 43 | 21 | 4  | 4   | 258 | 207 | 94  | 1er division Nord | 4-2 Beast de Brampton 4-2 Monarchs de Manchester 4-1 Everblades de la Floride 4-2 Walleye de Toledo Vainqueurs de la Coupe Kelly | Ryane Clowe John Snowden | James Melindy |
| 2  | 2019-2020 | 60 | 42 | 17 | 0  | 1   | 240 | 177 | 85  | 1er division Nord | Séries annulées | John Snowden             |               |

## Joueurs

### Capitaines
| Période   | Nom           |
| --------- | ------------- |
| 2018-2023 | James Melindy |
| 2023-     | Todd Skirving |

## Entraineurs
| Période   | Nom          |
| --------- | ------------ |
| 2018-2019 | Ryane Clowe  |
| 2019-2021 | John Snowden |